# Chichester Challenger
Il Chichester Challenger è stato un torneo professionistico di tennis giocato su campi in erba. Faceva parte dell'ATP Challenger Series. L'unica edizione si è disputata a Chichester in Gran Bretagna.

## Albo d'oro

### Singolare
| Anno | Campione        | Finalista  | Punteggio     |
| ---- | --------------- | ---------- | ------------- |
| 1981 | Steve Krulevitz | Mark Vines | 3–6, 6–3, 6–3 |

### Doppio
| Anno | Campioni               | Finalisti                     | Punteggio |
| ---- | ---------------------- | ----------------------------- | --------- |
| 1981 | Marty Davis Chris Dunk | Andrew Jarrett Jonathan Smith | 7–6, 6–1  |